# Jan Sienieński (kasztelan kamieniecki)
Jan Sienieński herbu Dębno (zm. po 1526) – kasztelan kamieniecki i halicki.
Syn Andrzeja (zm. 1494), podkomorzego sandomierskiego i Katarzyny z Gołogór. Brat Wiktoryna, kasztelana małogoskiego. Poślubił Annę Buczacką, córkę Dawida Buczackiego wojewody podolskiego. Jego syn Jan był arcybiskupem lwowskim i kasztelanem halickim.
Urząd kasztelana kamienieckiego sprawował w latach 1518–1519.